# 12102 Piazzolla
12102 Piazzolla este o planetă minoră (asteroid), cu un diametru de 4,903 km, din centura de asteroizi. A fost descoperită pe 5 mai 1998 la Woomera Village⁠(d) de Frank B. Zoltowski⁠(d) și a fost numită după Astor Piazzolla. 
Obiectul prezintă o orbită caracterizată de o semiaxă mare de 2,7027217 UAi, o excentricitate de 0,13, o înclinație de 12,21416 ° în raport cu ecliptica.